# Embia nigrula
Embia nigrula is een insectensoort uit de familie Embiidae, die tot de orde webspinners (Embioptera) behoort. De soort komt voor in Jemen.
Embia nigrula is voor het eerst wetenschappelijk beschreven door Ross in 1981.